# Voïvodie de Livonie
1621–1772
Entités précédentes :
- Duché de Livonie

Entités suivantes :
- Gouvernement de Moguilev

La voïvodie d'Inflanty (en polonais : Województwo inflanckie) ou voïvodie de Livonie (en lituanien : Livonijos vaivadija), aussi connue sous le nom de Livonie polonaise, était une voïvodie autonome de la république des Deux Nations, située sur le territoire de l'actuelle Lettonie. Elle succédait au duché de Livonie. Il s'agissait d'une des rares voïvodies de la république des Deux Nations à être co-gouvernée par la Pologne et la Lituanie. Elle payait des impôts en alternance à l'une puis à l'autre. 
Le territoire de la voïvodie d'Inflanty correspond à la partie du duché de Livonie restée à la Pologne-Lituanie après le traité d'Altmark (le reste du territoire passant à la Suède. Ce n'est qu'en 1677 que le Sejm reconnaît officiellement la nouvelle voïvodie et lui donne le statut de voïvodie. Le territoire de la Livonie polonaise passe en 1772 à l'Empire russe, lors du premier partage de la Pologne.